# Cercanías Cantabria
Cercanías Cantabria es un servicio de trenes interurbanos en la comunidad autónoma de Cantabria, en el norte de España. El servicio por ferrocarril es prestado por Renfe Operadora, con tres líneas: C-1  hasta la localidad de Reinosa, C-2 hasta Cabezón de la Sal, y C-3 hasta Liérganes.

## Historia

### Cambio de nombre
En 2019, se procedió al cambio de denominación del núcleo de Cercanías Santander a Cercanías Cantabria, usando así el nombre de la provincia.

### Integración tarifaria con la extinta FEVE y entrada de las C-2 y C-3
El 31 de diciembre de 2012, el estado disolvió FEVE y con ello, las S-1 Santander-Cabezón de la Sal y S-2 Santander-LIérganes pasaron a ser las C-2f y C-3f en el núcleo de Renfe Feve, más tarde renombrado a Renfe Cercanías AM. Tras el escándalo de los trenes que no cabían por los túneles, Renfe se comprometió a acelerar la integración de las líneas de ancho métrico en Asturias y Cantabria, que seguían usando mapas y tarifas diferenciadas (encareciendo así los transbordos) diez años después. El 17 de julio de 2023, la integración tarifaria en Asturias, Cantabria y Bilbao movió oficialmente las líneas de ancho métrico al núcleo de Cantabria y se renombraron a C-2 y C-3. Además, en 2023 y 2024 se cambió la decoración de los trenes para pasar del clásico azul y amarillo de FEVE al rojo y morado de Renfe Cercanías, aunque se siguió usando el mismo material para Cercanías y Media Distancia (cosa que no ocurre en ancho ibérico).

## Líneas
El núcleo de cercanías de Cantabria dispone de una línea de ancho ibérico y dos líneas de ancho métrico.
A efectos de tarifas, Cantabria está dividida en seis zonas, de las que cinco de ellas incluyen las estaciones y apeaderos con servicio de cercanías. Es posible utilizar la tarjeta sin contacto de Transporte de Cantabria como medio de pago y título de transporte.

### Santander - Reinosa
La línea de ancho ibérico C-1, circula entre Santander y Reinosa. Para ello se usa el trazado de la línea de ferrocarril Palencia - Santander, de vía única electrificada, que está en proceso de duplicación entre Santander y Torrelavega. Dispone de 27 estaciones en la línea, con 38 circulaciones al día.
Aunque la línea salva la distancia de 70 km en línea recta que separa Santander de Reinosa, el trayecto recorre muchos más kilómetros debido a que su itinerario necesita ir ganando altura con una pendiente mínima y salvar así la difícil orografía que separa ambas poblaciones. Esto la convierte en una de las líneas de cercanías que más distancia recorre de toda España. El trayecto se cubre en 1 hora y 40 minutos, aproximadamente. Al ser una vía única en la que apenas existen apartaderos con una suficiente longitud y ser utilizada tanto para servicios de transporte de pasajeros como de mercancías provenientes del puerto de Santander, en numerosas ocasiones se producen paradas de unos cuantos minutos en algunas estaciones para permitir el cruce entre convoyes de direcciones contrarias.
La línea tiene una mayor ocupación de viajeros en la zona del área metropolitana de Santander y en torno a núcleos urbanos importantes como Torrelavega, Los Corrales de Buelna o Reinosa. Las frecuencias de horarios son mucho más amplias en las estaciones cercanas a Santander y se reducen paulatinamente hasta el final de la línea, en Reinosa, que solo cuenta con una media de ocho circulaciones diarias por sentido. 
| Estación        | Municipio                | Zona | Correspondencias |
| --------------- | ------------------------ | ---- | ---------------- |
| Santander       | Santander                | 1    |                  |
| Valdecilla      | Santander                | 1    |                  |
| Nueva Montaña   | Santander                | 1    |                  |
| Muriedas-Bahía  | Camargo                  | 1    |                  |
| Maliaño         | Camargo                  | 1    |                  |
| Boo             | El Astillero             | 1    |                  |
| Guarnizo        | El Astillero             | 2    |                  |
| Parbayón        | Piélagos                 | 2    |                  |
| Renedo          | Piélagos                 | 2-3  |                  |
| Vioño           | Piélagos                 | 3    |                  |
| Zurita          | Piélagos                 | 3    |                  |
| Sierrapando     | Torrelavega              | 3    |                  |
| Torrelavega     | Torrelavega              | 3-4  |                  |
| Viérnoles       | Torrelavega              | 4    |                  |
| Caldas          | Los Corrales de Buelna   | 4    |                  |
| Lombera         | Los Corrales de Buelna   | 4    |                  |
| Corrales        | Los Corrales de Buelna   | 4    |                  |
| Fraguas         | Arenas de Iguña          | 4-5  |                  |
| Arenas de Iguña | Arenas de Iguña          | 5    |                  |
| Santa Cruz      | Molledo                  | 5    |                  |
| Molledo         | Molledo                  | 5    |                  |
| Bárcena         | Bárcena de Pie de Concha | 5    |                  |
| Pujayo          | Bárcena de Pie de Concha | 5-6  |                  |
| Pesquera        | Pesquera                 | 6    |                  |
| Lantueno        | Santiurde de Reinosa     | 6    |                  |
| Río Ebro        | Reinosa                  | 6    |                  |
| Reinosa         | Reinosa                  | 6    |                  |

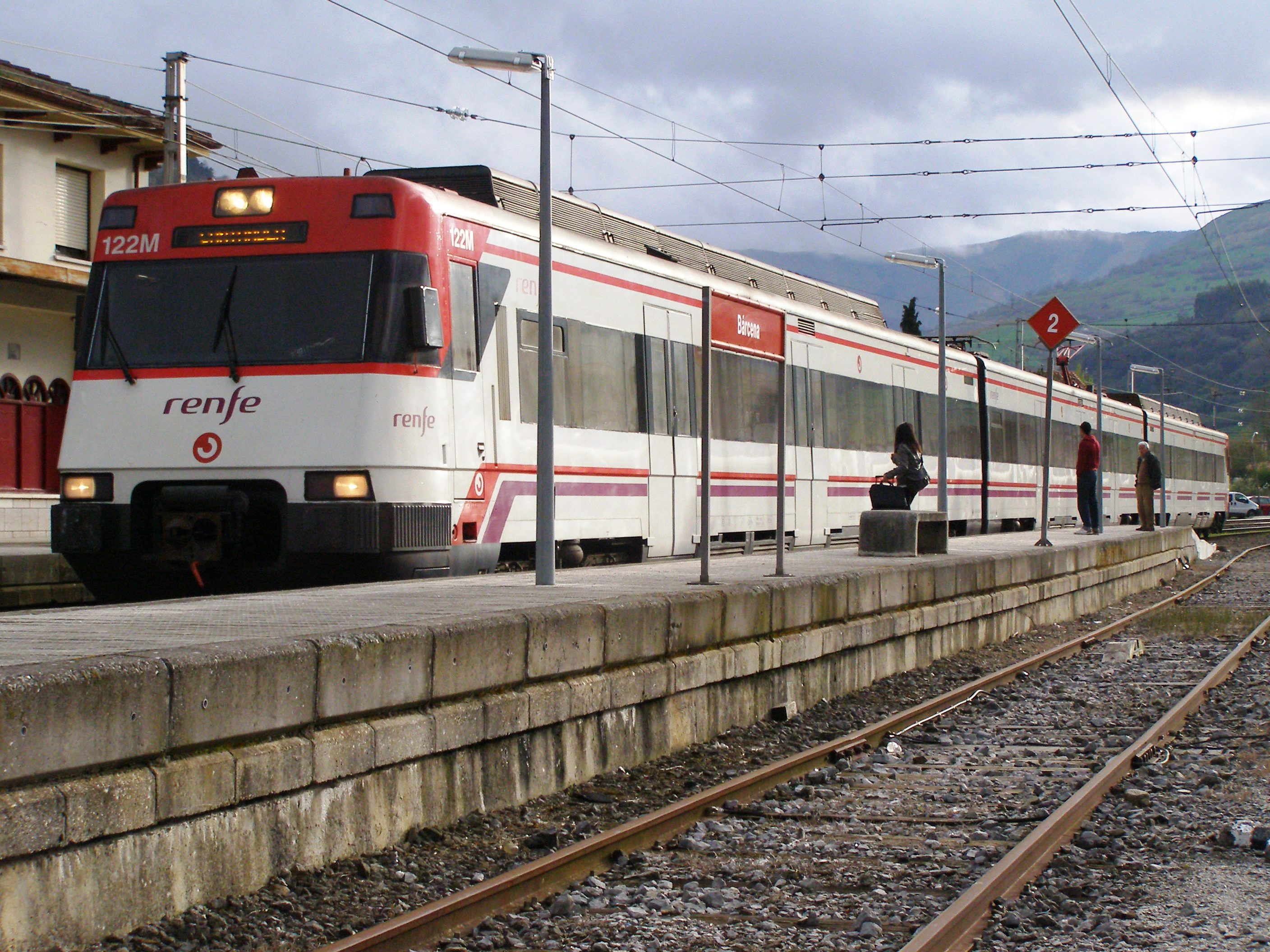
Unidad de la Serie 446 de Renfe en la estación de Bárcena, en el municipio de Bárcena de Pie de Concha.

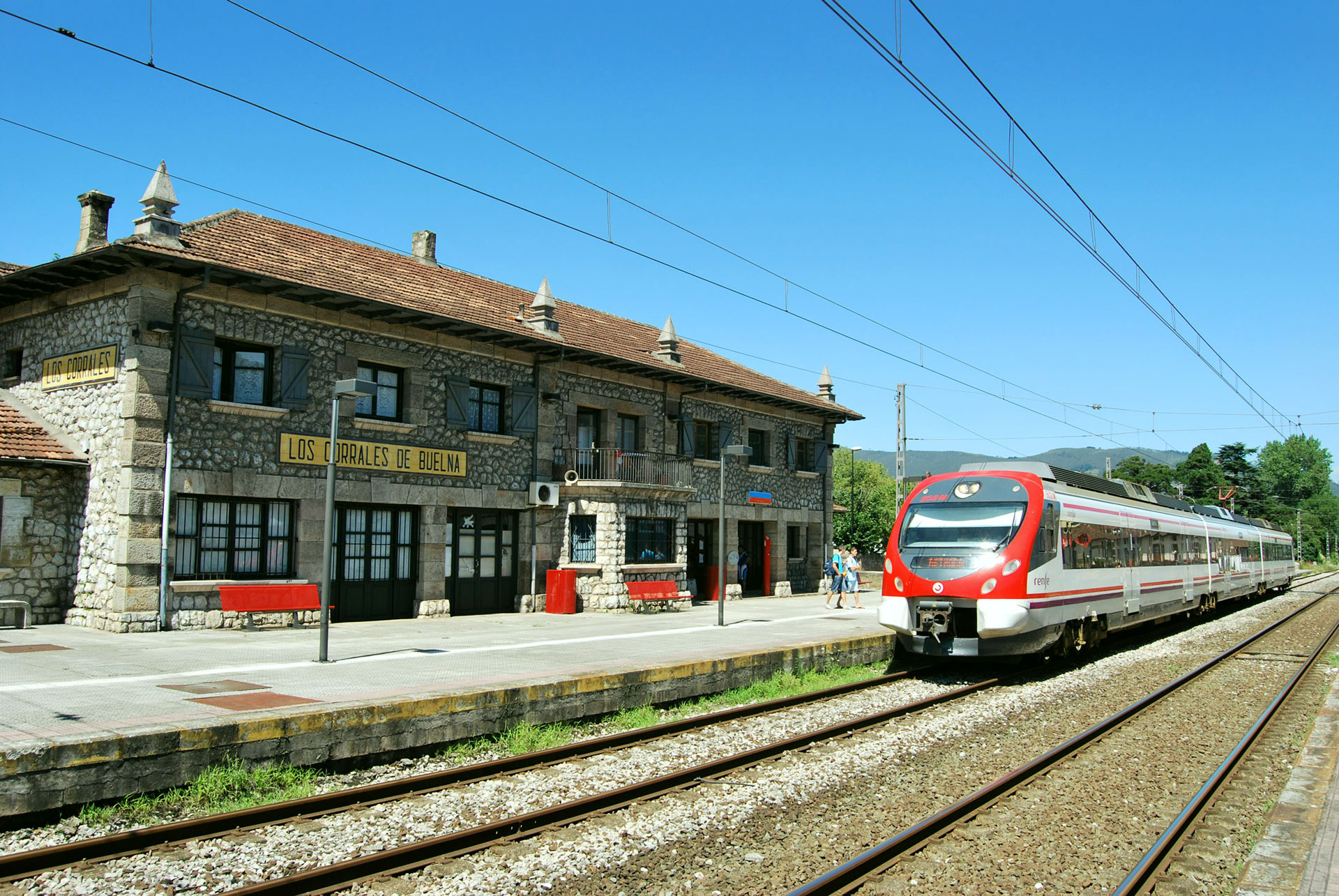
Unidad Civia en la vía 1 de la estación de Los Corrales de Buelna.

Era la única red de Cercanías Renfe donde se seguían empleando unidades 440 originales y aligeradas que circulaban en composición sencilla de dos coches o de tres coches. Desde abril de 2009 aproximadamente circulan unidades 446. En octubre de 2009 se recibieron las primeras unidades CIVIA sustituyendo a las 440 existentes. Actualmente solo se utilizan unidades de la serie 447. Esporádicamente también se usan unidades de Media Distancia de la serie 470 afincadas en el depósito de Cantabria. En algunos servicios se utiliza el servicio de regional cadenciado, es decir, los trenes circulan como cercanías entre Santander y Reinosa, pero después continúan hasta Palencia y Valladolid como regionales.
El 20 de septiembre de 2012 el núcleo de Cantabria se convirtió en el cuarto (tras Asturias, Zaragoza y Málaga) en implantar la tarjeta sin contacto «Renfe & Tú», de tipo Mifare Classic. Aun así, la mayoría de estaciones de la red no cuentan con máquinas auto venta ni con taquillas, por lo que el billete se debe comprar al revisor en el tren y cargarlo en la tarjeta.

La evolución del número de viajeros en la línea de Cercanías C-1 desde 2006 a 2023 es la siguiente: 
| Gráfica de evolución de número de viajeros de la línea C-1 de Cercanías Cantabria entre 2006 y 2024                                  |
| |
| En miles de viajeros. Fuente: Memorias e informes de actividad de RENFE Operadora Datos de 2020 no disponibles por el confinamiento. |

### Santander - Cabezón de la Sal

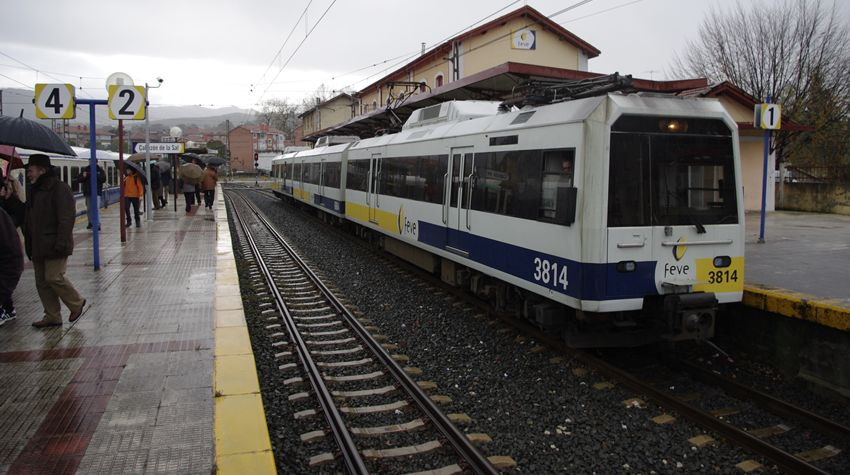
Tren de la antigua Feve (actual Renfe Cercanías) en la estación de Cabezón de la Sal.

Desde 2023, con la integración tarifaria de Renfe Cercanías AM tras la disolución de Feve, se incluyen también sus líneas en el núcleo. Los servicios de Cercanías AM, ahora Cercanías, son dos líneas de ancho métrico, denominadas C-2 y C-3, ambas electrificadas y con CTC. Según datos publicados en 2004, las velocidades comerciales eran, respectivamente, de 42 y 40 km/h.
Ambas líneas tienen grados de utilización bastante elevados, concentrándose los viajeros en las estaciones más próximas a Santander y a Torrelavega. De acuerdo a los datos publicados por el Instituto Cántabro de Estadística (ICANE), que cita como fuente a FEVE, los viajeros en los servicios de cercanías desde 2003 hasta 2023, por años, son los siguientes:
| Año  | (C-2) Santander- Cabezón de la Sal | (C-3) Santander- Liérganes | Total viajeros C-2 y C-3 |
| ---- | ---------------------------------- | -------------------------- | ------------------------ |
| 2003 | 2 046 563                          | 2 062 715                  | 4 109 278                |
| 2004 | 2 134 989                          | 1 957 383                  | 4 092 372                |
| 2005 | 2 267 233                          | 1 907 606                  | 4 174 839                |
| 2006 | 1 942 335                          | 1 871 707                  | 3 814 042                |
| 2007 | 1 976 538                          | 2 052 027                  | 4 028 565                |
| 2008 | 2 078 956                          | 2 014 595                  | 4 093 551                |
| 2009 | 1 963 346                          | 1 868 664                  | 3 832 010                |
| 2010 | 1 876 363                          | 1 765 519                  | 3 641 882                |
| 2011 | 1 907 278                          | 1 712 488                  | 3 619 766                |
| 2012 | 1 892 058                          | 1 605 045                  | 3 497 103                |

| Año  | (C-2 y C-3) Santander- Cabezón de la Sal y Santander- Liérganes |
| ---- | --------------------------------------------------------------- |
| 2016 | 2 900 000                                                       |
| 2017 | 3 942 365                                                       |
| 2018 | 3 055 203                                                       |
| 2019 | 3 100                                                           |
| 2020 | -                                                               |
| 2021 | 2 361 556                                                       |
| 2022 | 2 603 700                                                       |
| 2023 | 3 890 000                                                       |
| 2024 | 3 142 889                                                       |

Desde la electrificación de la línea, las unidades encargadas de realizar los servicios han sido las UT-3500. En 2006, aproximadamente, estas fueron sustituidas por UT-3800. Actualmente, toda la serie 3800 se encuentra en el depósito de Cantabria. Desde 2014 también circulan algunas unidades de la serie 3600.
La línea C-2, con 46 km, cubre el recorrido entre la villa de Cabezón de la Sal y la ciudad de Santander de la línea Oviedo-Santander. Es únicamente de vía doble entre Torrelavega y Santander.
El tramo entre Santander y Cabezón de la Sal fue construido por la compañía Ferrocarril del Cantábrico a finales del siglo XIX. El proyecto, con una longitud de 45 298 m, incluía 4 puentes y 5 túneles, destacando únicamente el metálico que salvaba el río Pas, de 90 m de longitud. Además contemplaba nueve estaciones, cinco apeaderos y dos apartaderos. El trayecto se inauguró el 2 de enero de 1895 y para el transporte de viajeros contaba con quince vagones (tres de 1.ª clase, tres mixtos de 2ª y 3ª y nueve de 3ª clase), así como cinco furgones de equipaje.
El Cantábrico puso especial dedicación al movimiento de viajeros dentro de la provincia con motivo de las ferias ganaderas a partir de la década de 1930, bien con trenes mixtos (viajeros y mercancías), caso de Cabezón de la Sal, bien permitiendo el transporte de viajeros de clase económica en los trenes de mercancía (para Torrelavega y Unquera).
En la década de 1950, la vía en el tramo entre Santander y Torrelavega fue duplicada debido al tráfico de mercancías y se añadieron nuevas paradas debido al incipiente tráfico de viajeros de cercanías.
La electrificación del tramo Santander-Cabezón de la Sal, con catenaria a 1500 V de corriente continua se terminó el 20 de diciembre de 1984. Anteriormente, había sido puesto en servicio el tramo Santander-Puente de San Miguel el 23 de octubre de 1981.
El servicio de cercanías ya tenía en el año 1995 21 circulaciones diarias de Cabezón de la Sal a la capital autonómica, la mayoría de ellas semidirectas (con paradas limitadas entre Torrelavega y Santander) y una duración de 55 minutos. Mientras tanto, la capital del Besaya no tenía menos de 43 servicios entre semana con Santander.
Según datos publicados por FEVE en la revista Raíles (junio de 2011) son 276 las circulaciones que enlazan Santander con Torrelavega cada semana, y 129 con Cabezón de la Sal.
En la actualidad se dispone de un servicio semidirecto que enlaza Santander con Torrelavega y viceversa en unos 30 minutos. La finalidad de este servicio es dar una alternativa al transporte por carretera entre ambas localidades. En este servicio semidirecto los trenes también tienen parada en las estaciones de Valdecilla y Bezana y la mayoría de los trenes alargan el servicio desde Torrelavega hasta Puente San Miguel.

### Santander - Liérganes

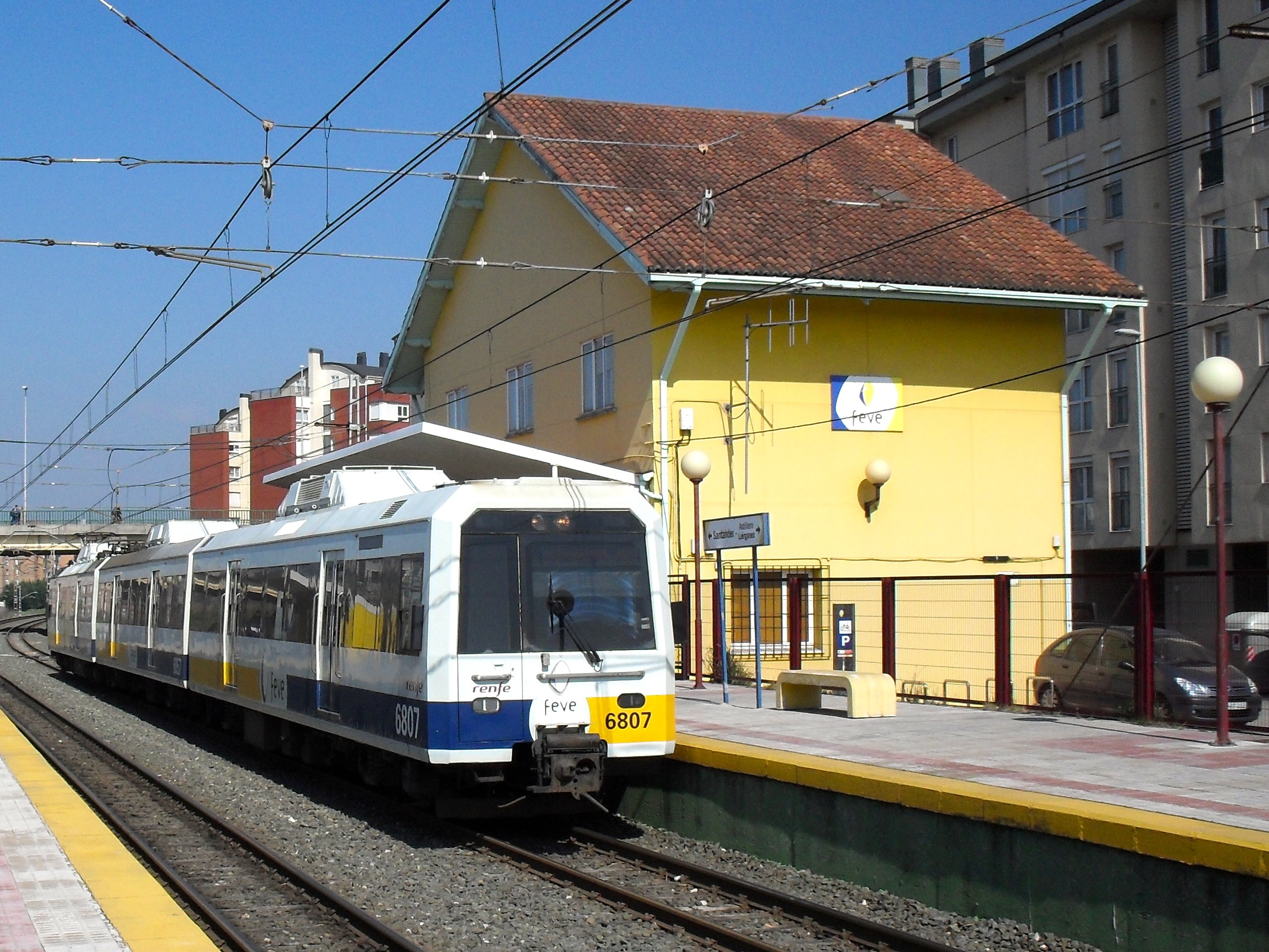
Unidad de Cercanías de ancho métrico, en la estación de Nueva Montaña, procedente de Santander) y con destino a La Cantábrica.

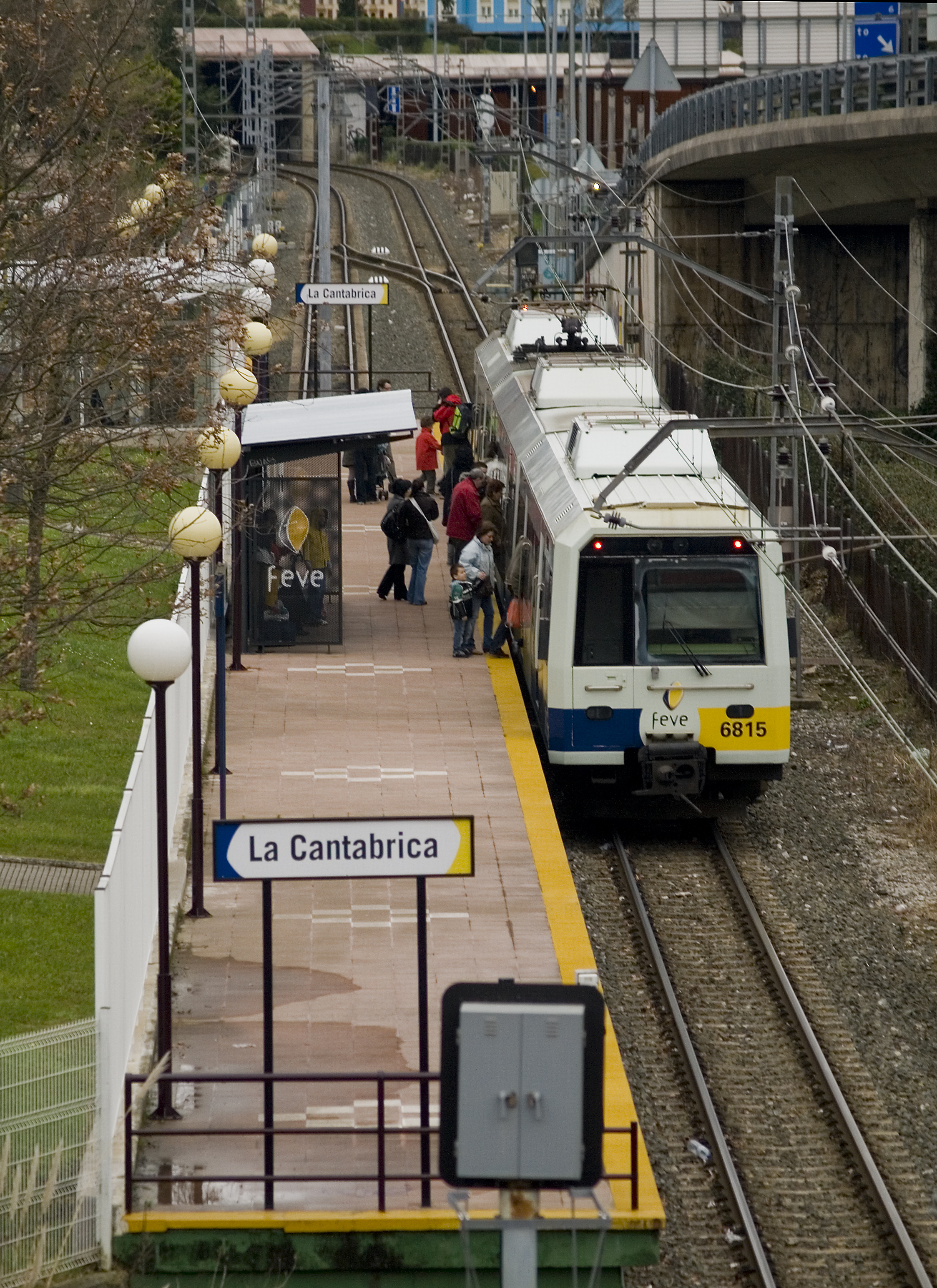
Apeadero de La Cantábrica, en la localidad de El Astillero.

La línea C-3 transcurre entre Santander y la villa de Liérganes, por la línea del ferrocarril Santander-Bilbao hasta Orejo, y desde ahí por el ramal Orejo-Liérganes, de 9,7 km, totalizando un recorrido de 40 km. Dentro de la línea existen tramos de vía doble entre Santander y Nueva Montaña y entre Maliaño y Astillero. El tramo de vía única entre Nueva Montaña y Maliaño, de 4 km de longitud, es un cuello de botella en la explotación, debido a la vía única y al tráfico de mercancías procedente de los muelles de Raos, del puerto de Santander con dirección a Santander. Este tráfico se realiza por un ramal que parte de la estación de Maliaño.

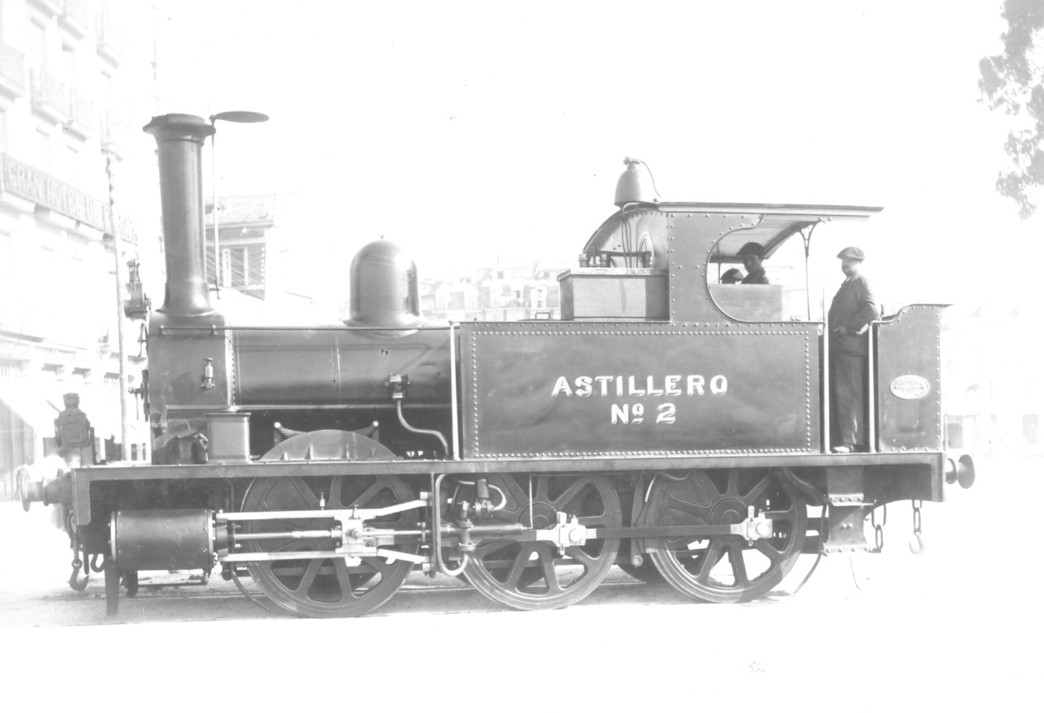
Locomotora n.º 2 "Astillero" 0-3-0T, del Ferrocarril de Santander a Solares, con ancho ibérico, construida por Falcon

El trazado original de la línea, en el tramo Santander-Solares, fue ejecutado por la Compañía de Ferrocarril de Santander a Solares en ancho ibérico. Este ancho fue elegido con la intención de que la línea formara parte de un enlace posterior entre Santander y Bilbao, aprovechando el ferrocarril de Portugalete y Triano.
La línea fue inaugurada el 8 de julio de 1892 para el transporte de viajeros y mercancías en la bahía de Santander, incluyendo los visitantes veraniegos a los balnearios. Partía de la dársena de la Pescadería, en Santander, siguiendo la dirección de la carretera a Maliaño, donde se construyó un apeadero. Desde allí continuaba a Astillero, donde se ubicó una estación. La línea continuaba por las marismas salvando la ría de Solía con un puente y siguiendo paralela a la carretera. Tras cruzar la ría de Tijero se adentraba hacia el interior hasta Solares.
El 1 de julio de 1893 se formó la Compañía de los Ferrocarriles de Santander a Bilbao, mediante la fusión de la Compañía de Ferrocarril de Santander a Solares, la del Ferrocarril del Cadagua y la del Ferrocarril de Zalla a Solares. A partir de entonces asume la explotación de la línea Santander-Solares. Posteriormente, en 1895, se solicita autorización para el cambio de ancho de vía en el tramo Santander-Solares, una vez descartado el enlace por vía ancha.
El 13 de junio de 1896 se inauguraba la línea Zalla-Solares, que unía la estación de Aranguren (en el municipio vizcaíno de Zalla) con la de Orejo, en vía métrica, completándose la conexión ferroviaria entre Santander y Bilbao, pero con dos anchos de vía diferentes. La noche del 19 al 20 de junio se procedía al cambio del ancho de vía de la línea Santander-Solares. Posteriormente, el 10 de mayo de 1909 se inaugura la prolongación del ramal desde Solares hasta la villa balnearia de Liérganes, a través del valle del río Miera.
El 15 de noviembre de 1961, las líneas del Ferrocarril de Santander a Bilbao pasaron a ser gestionadas por el Estado, a través de Explotación de Ferrocarriles por el Estado y posteriormente por FEVE, creada en 1965. En el invierno de 1961 a 1962, había 5 trenes de vapor que circulaban entre Santander y Liérganes, con una duración de 62 minutos para la ida y 57 para la vuelta.
La línea fue electrificada mediante catenaria (1 500 voltios, corriente continua) en octubre de 1981. Este hecho significó algunas modificaciones en las estaciones, como la elevación de los andenes para las unidades eléctricas y la desaparición de la placa giratoria de la estación de Liérganes, para la inversión del sentido de marcha de las locomotoras de vapor.
En 1983, se modificó el trazado entre las estaciones de Maliaño y Valdecilla, incluyendo un viaducto de 996 m de longitud sobre la ría de Raos, debido a la reconversión de Nueva Montaña Quijano (hoy Global Steel Wire) y a la construcción de los nuevos muelles de Raos en el puerto de Santander. Debido a ello, la estación de Nueva Montaña fue trasladada a la urbanización Isla del Óleo.
Posteriormente, en 1994, debido a la construcción de la autovía S-10, la línea en las proximidades de la estación de Astillero fue ligeramente desviada (hacia el interior) y soterrada (junto con la autovía) mediante un falso túnel, lo que motivó la construcción de un nuevo edificio para la estación. Con anterioridad a estas modificaciones (1993) el número de circulaciones en un día de entre semana era de 38 de Astillero a Santander y de 16 desde Liérganes (con una duración de 37-38 minutos).
Posteriormente, se construyeron los nuevos apeaderos de Valle Real, para el servicio del centro comercial homónimo, y el de La Cantábrica, en Astillero.

### Regionales zonificados
Las línea regionales ,  y , que transcurren en los ferrocarriles de las líneas C-2 y C-3 y llegan hasta Oviedo, Marrón y Bilbao, respectivamente, están cadenciadas. Las paradas en suelo cántabro de estos, aun no estando cubiertas por ninguna línea de Cercanías, están zonificadas con la red, llegando así hasta Unquera y Gibaja.